# Ferdinand Dinstl
Ferdinand Dinstl, uváděn též jako Ferdinand Adam Dinstl nebo Ferdinand Dinstl mladší pro odlišení od svého otce, politika Ferdinanda Dinstla staršího (24. prosince 1821 Krems an der Donau – 2. dubna 1885), byl rakouský právník a politik, v 2. polovině 19. století poslanec Říšské rady.

## Biografie
V roce 1842 absolvoval studia práv na Vídeňské univerzitě. Nastoupil pak do praxe a roku 1850 byl jmenován advokátem v rodné Kremži (Krems an der Donau). V roce 1857 byl zvolen ředitelem místní spořitelny a roku 1861 se stal starostou města. Starostenský úřad zastával až do roku 1885.
Byl aktivní i ve vysoké politice. V roce 1861 byl zvolen na Dolnorakouský zemský sněm za kurii měst, obvod Krems, Stein a Mautern. Zemský sněm ho pak 25. února 1867 zvolil i do Říšské rady (tehdy ještě volené nepřímo) za kurii měst a tržních osad. Do vídeňského parlamentu byl delegován zemským sněmem opět roku 1870 (19. září 1870 složil poslanecký slib) a roku 1871. Uspěl i v prvních přímých volbách do Říšské rady roku 1873, za městskou kurii, obvod Krems, Stein, Zwettl atd.